# Kieran Andrew O'Reilly
Kieran Andrew O'Reilly SMA (Cork, Irlanda, 8 de agosto de 1952) é um ministro irlandês e arcebispo católico romano de Cashel e Emly.
Kieran O'Reilly entrou no noviciado da Sociedade de Missões Africanas em Wilton (Cork) em 1970 e passou a estudar filosofia e teologia no St Patrick's College, em Maynooth. Em 1974 ele obteve um diploma de bacharel em literatura e em 1977 em teologia. Em 1978 ele recebeu um diploma em missiologia. Em 10 de abril de 1977, fez os votos solenes. Em 17 de junho de 1978, Kieran O'Reilly foi ordenado sacerdote. Ele então serviu como capelão na Arquidiocese de Monróvia, Libéria por dois anos. Em 1980 foi enviado a Roma, onde frequentou o Pontifício Instituto Bíblico e em 1984 obteve a licenciatura em estudos bíblicos. Ele então ensinou estudos bíblicos no seminário em Ibadan (Nigéria). De 1990 a 1995 foi membro do Conselho Provincial da Província Irlandesa do seu instituto sediado em Cork. Em maio de 1995 foi eleito Vigário Geral e em 2001 Superior Geral da Sociedade das Missões Africanas. Em 2007 foi reeleito para mais um mandato.
Papa Bento XVI nomeou-o Bispo de Killaloe em 18 de maio de 2010. Foi ordenado bispo em 30 de agosto do mesmo ano pelo arcebispo de Cashel e Emly, Dermot Clifford; Os co-consagradores foram o bispo emérito de Killaloe, Willie Walsh, e o bispo emérito de Ndola, Noel Charles O'Regan SMA.
O Papa Francisco o nomeou arcebispo de Cashel e Emly em 22 de novembro de 2014.
Kieran O'Reilly é Grande Oficial da Ordem do Santo Sepulcro de Jerusalém.